# Pleurostylia capensis
Pleurostylia capensis là một loài thực vật có hoa trong họ Dây gối. Loài này được Oliv. miêu tả khoa học đầu tiên.